# Maria Åberg
Maria Kristina Åberg, född 23 augusti 1979 i Arrie, Vellinge i Skåne är en svensk teaterregissör, 

## Biografi
Efter att ha läst teatervetenskap på Lunds universitet i en termin gick hon under ett år en regissörsutbildning på teaterskolan Mountview i London. Hon fick sitt första jobb som dramaturgassistent och sedan som regiassistent på Royal Court Theatre. Efter en regikurs på Royal National Theatre fick hon jobb där som regiassistent. Hon regidebuterade i januari 2006 med Franz Xaver Kroetz pjäs Stallerhof på Southwark Playhouse i London. Senare under våren regisserade hon Shrieks of Laughter på Soho Theatre för att sedan få kontrakt på Royal Shakespeare Company där hon sätter upp Perikles och En vintersaga av William Shakespeare på The Royal Shakespeare Companys scen i Stratford-upon-Avon. 
I januari 2007 hade hon premiär på den nyskrivna pjäsen Days of Significance skriven av dramatikern Roy Williams och som löst är baserad på Shakespeares pjäs Mycket väsen för ingenting. Under hösten 2007 arbetade hon på Dramaten med deras jubileumsföreställning "Tre Kronor", som hade premiär i januari 2008.

## Teater

### Regi
| År   | Produktion                                | Upphovsmän                                      | Teater                                                          |
| ---- | ----------------------------------------- | ----------------------------------------------- | --------------------------------------------------------------- |
| 2006 | Stallerhof                                | Franz Xaver Kroetz                              | Southwark Playhouse, London                                     |
| 2006 | Shrieks of Laughter                       | Moses Raine                                     | Soho Theatre, London                                            |
| 2008 | Gustav III                                | August Strindberg                               | Dramaten                                                        |
| 2008 | Die Kaperer                               | Philipp Löhle                                   | Staatstheater Mainz, Mainz                                      |
| 2008 | State of Emergency                        | Falk Richter                                    | Gate Theatre, London                                            |
| 2009 | Days of Significance                      | Roy Williams                                    | Royal Shakespeare Company                                       |
| 2010 | Krieg der Bilder                          | Falk Richter                                    | Staatstheater Mainz, Mainz                                      |
| 2010 | The Gods Weep                             | Dennis Kelly                                    | Royal Shakespeare Company                                       |
| 2010 | The Chairs Les Chaises                    | Eugène Ionesco                                  | Theatre Royal, Bath                                             |
| 2010 | Kärlek och pengar Love and money          | Dennis Kelly Översättning Stefan Lindberg       | Malmö stadsteater                                               |
| 2011 | Amerika                                   | Franz Kafka                                     | Staatstheater Mainz, Mainz                                      |
| 2011 | Belongings                                | Morgan Lloyd Malcolm                            | Hampstead Theatre, London                                       |
| 2012 | King John                                 | William Shakespeare                             | Swan Theatre, Stratford-upon-Avon                               |
| 2012 | Fanny och Alexander                       | Ingmar Bergman                                  | Malmö stadsteater                                               |
| 2013 | As You Like It                            | William Shakespeare                             | Royal Shakespeare Company                                       |
| 2014 | Much Ado About Nothing                    | William Shakespeare                             | Royal Exchange, Manchester                                      |
| 2014 | Hotel                                     | Polly Stenham                                   | National Theatre                                                |
| 2014 | The White Devil                           | John Webster                                    | Swan Theatre, Stratford-upon-Avon                               |
| 2014 | Wildefire                                 | Roy Williams                                    | Hampstead Theatre, London                                       |
| 2015 | Kasimir och Karoline Kasimir und Karoline | Ödön von Horváth Översättning Herbert Grevenius | Malmö stadsteater                                               |
| 2016 | Dr Faustus                                | Christopher Marlowe                             | Royal Shakespeare Company                                       |
| 2016 | Fantastic Mr Fox                          | Roald Dahl Dramatisering Sam Holcroft           | Nuffield Southampton/ Lyric Hammersmith/ Leicester Curve/ Turné |
| 2017 | En vintersaga                             | William Shakespeare                             | Romateatern                                                     |
| 2018 | The Duchess of Malfi                      | John Webster                                    | Swan Theatre, Stratford-upon-Avon                               |
| 2018 | Little Shop of Horrors                    | Alan Menken och Howard Ashman                   | Regent's Park Open Air Theatre, London                          |